# Searching for Utopia

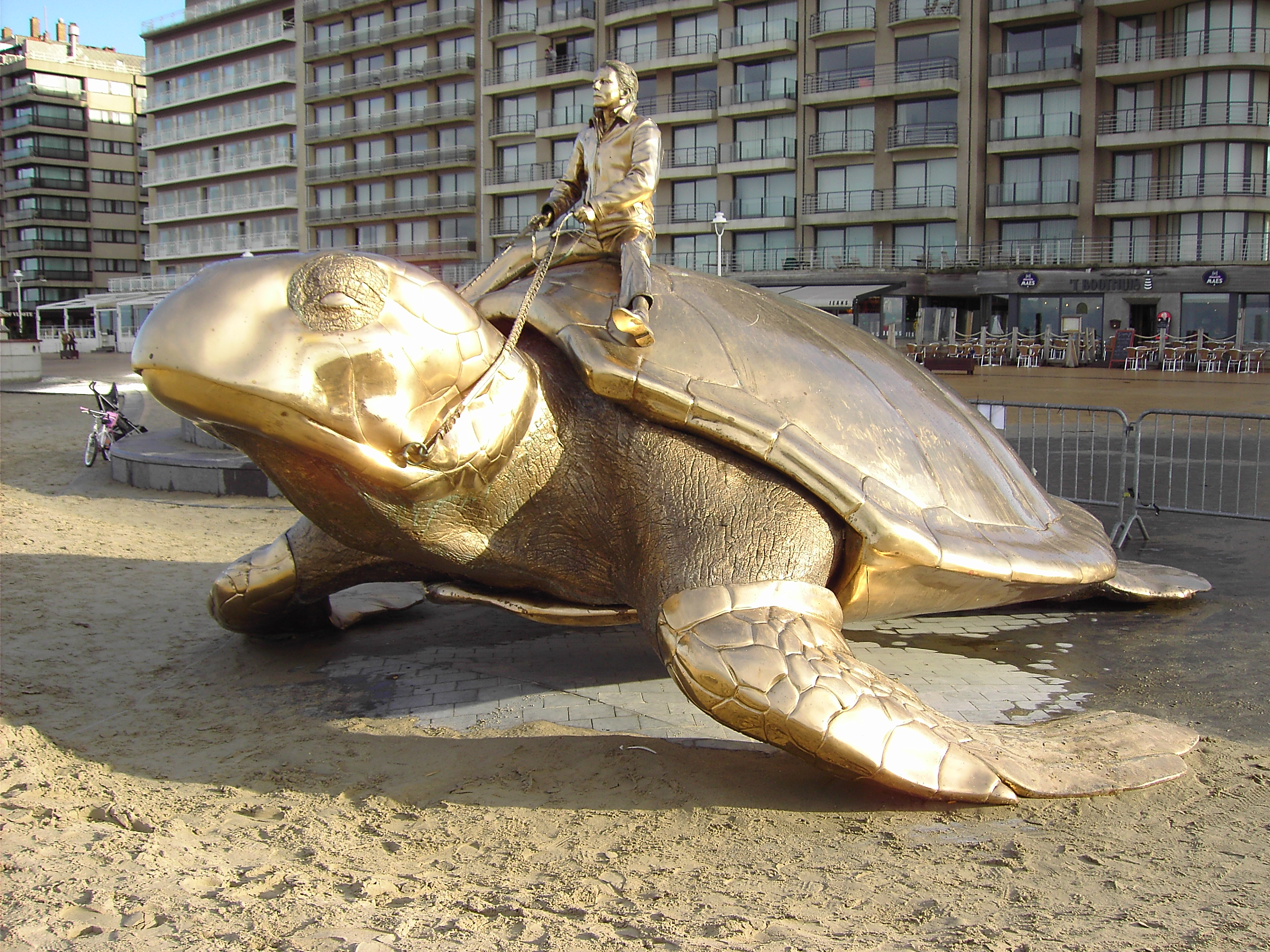
Searching for Utopia

Searching for Utopia is een kunstwerk van de Belgische kunstenaar Jan Fabre. Searching for Utopia is een vele keren uitvergrote schildpad met een naar de zee kijkende ruiter (zelfportret van Fabre) boven op het schild. De titel van het werk verwijst naar Utopia van Thomas More, terwijl het beeld zelf herinnert aan Roald Dahls The Boy Who Talked with Animals (1977). 
Het bronzen beeld is zeven meter lang, drie meter hoog en weegt vijfenhalve ton. Het werk staat op de dijk aan het strand van Nieuwpoort-Bad. De stad Nieuwpoort heeft het werk aangekocht na de installatie ervan in het kader van de kunsttriënnale Beaufort 2003.